# Медисон (Минесота)
Медисон (енгл. Madison) град је у америчкој савезној држави Минесота.

## Демографија
По попису из 2010. године број становника је 1.551, што је 217 (-12,3%) становника мање него 2000. године.
| Група             | 2000.         | 2010.         |
| Белци             | 1.754 (99,2%) | 1.482 (95,6%) |
| Афроамериканци    | 1 (0,1%)      | 2 (0,1%)      |
| Азијати           | 4 (0,2%)      | 14 (0,9%)     |
| Хиспаноамериканци | 1 (0,1%)      | 24 (1,5%)     |
| Укупно            | 1.768         | 1.551         |